# Rivière Cuvillier
Pour les articles homonymes, voir Cuvillier.
La rivière Cuvillier est un affluent de la rive est de la rivière Bell coulant dans Senneterre, dans la région administrative de l'Abitibi-Témiscamingue, au Québec, au Canada.
La surface de la rivière Cuvillier est généralement gelée de la mi-décembre à la mi-avril. La foresterie constitue la principale activité économique du secteur ; les activités récréotouristiques, en second.
La rive sud-ouest du lac Cuvillier est desservie par une route forestière secondaire qui se relie au nord à la route R0853.

## Géographie

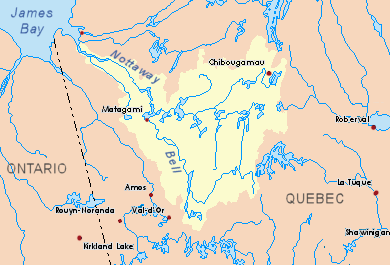
Bassin versant de la rivière Nottaway

Les bassins versants voisins de la rivière Cuvillier sont :
- côté nord : rivière Kiask, rivière Wilson (lac Quévillon), rivière Quévillon ;
- côté est : lac Castonguay, rivière O'Sullivan, rivière Wetetnagami, lac Wetetnagami ;
- côté sud : rivière Robin (lac Parent), rivière Lecompte, rivière Delestres ;
- côté ouest : rivière Laas, rivière Bell.

La rivière Cuvillier prend naissance dans Senneterre, à l'embouchure d’un lac non identifié (longueur : 1,2 km ; largeur maximale : 0,5 km ; altitude : 404 m). Ce lac est enclavé entre deux montagnes dont les sommets atteignent 445 m au sud-est et 427 m au sud-est.
À partir de l'embouchure du lac de tête, la rivière Cuvillier coule sur 78,7 km selon les segments suivants :
Partie supérieure de la rivière Cuvillier (segment de 33,2 km)
- 6,6 km vers le nord en traversant deux lacs (longueur : 1,6 km ; altitude : 388 m) et (longueur : 0,9 km ; altitude : 388 m), jusqu’à la rive sud du lac Bone ;
- 4,7 km vers le nord en traversant le lac Bone (longueur : 2,0 km ; altitude : 387 m) sur 2,0 km et le lac ? (longueur : 1,2 km ; altitude : 388 m), jusqu’à la rive sud du lac Tee ;
- 6,3 km vers le nord, puis vers l'ouest, notamment en traversant le lac Tee (longueur : 4,4 km ; altitude : 379 m), puis en formant une courbe vers le nord, jusqu’à la rive est du lac Passavant ;
- 4,3 km vers le sud-ouest en traversant le lac Passavant (longueur : 2,4 km ; altitude : 376 m), jusqu’à la rive est du lac Cuvillier ;
- 11,3 km vers le nord-ouest en traversant le lac Cuvillier (altitude : 375 m) sur sa pleine longueur ;

Partie intermédiaire de la rivière Cuvillier (segment de 35,9 km)
- 7,7 km vers l'ouest en formant une courbe vers le nord et en coupant une route forestière, jusqu’au fond d’une baie de la rive sud-est du lac Holmes ;
- 4,7 km vers le sud-ouest en traversant le lac Holmes (longueur : 10,8 km ; altitude : 349 m) ;
- 2,9 km vers l'ouest, jusqu'à un ruisseau (venant du sud) ;
- 10,9 km vers le sud-ouest, jusqu'à la rivière Tonnancour (venant du sud-est) ;
- 4,3 km vers le nord-ouest sur 2,5 km, puis vers le nord, jusqu'à un ruisseau (venant de l’est) ;
- 5,4 km vers le nord, jusqu'à la rivière Kiask (venant du nord) ;

Partie inférieure de la rivière Cuvillier (segment de 9,6 km)
À partir de la confluence de la rivière Kiask, la rivière Cuvillier coule sur :
- 0,5 km vers l'ouest, en traversant sur 0,3 km la partie nord du lac Mirail (longueur : 1,6 km en forme triangulaire ; altitude : 286 m) ;
- 4,4 km vers le nord-ouest sur 1,9 km, puis le sud-ouest, en traversant une zone de marais en début de segment, jusqu’à un ruisseau (venant du sud) ;
- 4,7 km vers le sud-ouest en traversant deux zones de marais, jusqu'à sa confluence[2].

La rivière Cuvillier se déverse sur la rive est de la rivière Bell. Cette dernière s’écoule vers le nord-ouest jusqu’au lac Matagami lequel se déverse à son tour dans la rivière Nottaway, un affluent de la Baie de Rupert (Baie James).  La confluence de la rivière Cuvillier avec la rivière Bell est située à :
- 33,6 km au nord de l’embouchure du Lac Parent ;
- 73,4 km au nord du centre-ville de Senneterre ;
- 8,3 km au sud du centre du village de Lebel-sur-Quévillon ;
- 107,6 km au sud-est du centre-ville de Matagami ;
- 0,4 km au sud-est du pont ferroviaire.

## Histoire
Cette désignation toponymique figure sur une carte datée de 1929. Le mot Cuvillier constitue un patronyme de famille d’origine française.
Le toponyme rivière Cuvillier a été officialisé le 5 décembre 1968 à la Commission de toponymie du Québec, soit lors de sa création.